# Distrito de Kitgum
Kitgum es un distrito en Uganda, ubicado en la región norteña de dicho país, con un área de 9773,63 kilómetros cuadrados. La capital, ciudad de Kitgum, está a 452 kilómetros de la capital de Uganda, Kampala. La población del distrito es 283.546 personas, según el censo de 2002, y la mayoría de la actividad económica es la agricultura de subsistencia. Junto con el distrito de Gulu y el distrito de Pader, Kitgum compone Acholiland, que se considera la tierra natal del grupo étnico acholi. El distrito se compone de dos condados: condado de Lamwo y el condado de Chua. El 4 de diciembre de 2001, Kitgum fue dividido en dos, creando los distritos actuales de Kitgum y Pader. El distrito limita con Sudán.
Desde 1986 ha sido afectado por la insurrección del Ejército de Resistencia del Señor. Hay campos numerosos de IDP (personas internamente desplazadas) a través del distrito.
- Datos: Q500162
- Multimedia: Kitgum District / Q500162